# Wybory do Sejmu Ustawodawczego w 1848 roku
Wybory do Sejmu Ustawodawczego w 1848 roku – wybory do Sejmu Ustawodawczego przeprowadzone w czerwcu 1848 w Cesarstwie Austriackim, w następstwie wydarzeń Wiosny Ludów.
Były to pierwsze wybory w historii Austrii, zarazem pierwsze bezpośrednie. Sejm Ustawodawczy rozpoczął prace 22 lipca 1848.

## Wybory w Galicji
W Galicji kampania wyborcza była krótka (jak w całej Austrii), ale bardzo intensywna. Do zdobycia w Galicji było 100 mandatów poselskich (bez Bukowiny, w której było ich 8). Administracja austriacka zajmowała chwiejne stanowisko – w niektórych popierała kandydatów polskich, w innych ukraińskich.
Ustawa wyborcza została dostarczona do okręgów 26 maja 1848, a prawybory zaplanowano na 4–6 czerwca.

### Ukraińscy posłowie z Galicji
Główna Rada Ruska wystawiała własnych kandydatów, jednak w wielu przypadkach przegrywali on z chłopami (czy to ruskimi, czy polskimi – „Mazurami”), którzy wybierali solidarność stanową nad narodową.
Ostatecznie ze 100 galicyjskich mandatów Ukraińcy zdobyli 25 mandatów, w tym 15 zdobyli posłowie chłopscy. Byli to: Hryhorij Andrusiak (rolnik ze Skolego), Josyf Dyneć (Sokal), Andrij Dziwakowśkyj (włościanin z Żydaczowa), Wasyl Harmatij (rolnik z Mikuliniec), Stepan Hoj (Zaleszczyki), Josyf Hryhoruk (rolnik z Delatyna), Iwan Kapuszczak (włościanin ze Sołotwiny), Pantelejmon Kozar (Żółkiew), Iwan Kruchowśkyj (włościanin z Horodenki), Stepan Łesiuk (włościanin z Kołomyi), Hryhorij Nyczyporuk (włościanin ze Śniatynia), Hryhorij Petryszyn (włościanin z Tyśmienicy), Kostiantyn Posacki (diak z Rożniatowa), Iwan Ryszko (włościanin z Kut), Josyf Sawka (włościanin z Gródka). Oprócz nich wybrano 8 duchownych greckokatolickich: Kyryła Błońskiego (Jabłonów), Adolfa Dobrianskiego (Sanok), Mychajło Hankewycza (Radziechów), Mychajła Hnidkowskiego (Wojniłów), Hryhorija Jachymowycza (Przemyśl), Hryhorija Łewyckiego (Złoczów), Iwana Łomnyckiego (Turka), Hryhorija Szaszkewycza (Monasterzyska); oraz dwóch inteligentów świeckich: Jewstachija Prokopczyca (Mariampol) i Kyryła Winkowskiego (Jaworów).

### Polscy posłowie z Galicji
Nikodem Bętkowski, Adam Bielecki (pleban z Radymna), Seweryn Bieliński, Tomasz Bogdaś (włościanin z Tarnowa), Michał Buszek (mieszczanin ze Starego Sącza), Sebastian Czepiel (włościanin z Mielca), Aleksander Dobrzański, Ludwik Dolański, Mikołaj Drauss (właściciel dóbr z Głogowa w Galicji), Edward Duniewicz(właściciel dóbr z Narajowa), Aleksander Dunin Borkowski, Jan Durbasiewicz (prawnik z Gorlic), Marian Dylewski, Aleksander Stanisław Dzieduszycki, Tytus Dzieduszycki, Fasuga/Faszuga, Jan Fedorowicz, Furek, Bartłomiej Gabrys (rolnik z Nowego Sącza), Antoni Zygmunt Helcel, Karol Hubicki, Wojciech Hyciek (lekarz z Żywca), Józef Jakubowski (lekarz z Krakowa), Henryk Janko, Jan Jaruntowski, Mikołaj Kański(mieszczanin z Gdowa), Czesław Kobuzowski (posiadacz dóbr ze Żmigrodu), Józef Konopka, Szymon Kossakiewicz (wikary z Myślenic), Stanisław Koszowski (właściciel dóbr z Sambora), Edmund Kraiński (właściciel dóbr z Dobromila), Jan Krauze/Krause (nauczyciel prywatny z Jarosławia), Józef Krzyżanowski(dr praw z Krakowa), Karol Langie, Marcin Lejczak (włościanin z Trembowli), Julian Leszczyński (wikary z Krosna), Bogusław Longchamps (lekarz z Liska), Jerzy Henryk Lubomirski, Franciszek Macieszkiewicz (kameralny justiciariusz z Drohobycza), Maksymilian Machalski (dr. praw z Brzeska), Jerzy Maier/Meyer/Mayer, Jan Makuch (wikary z Jordanowa), Włodzimierz Mandl/Mendel, Jan Marin, Jan Martini, Mateusz Mazurkiewicz (rolnik ze Zbaraża), Jan Micewski, Józef Młynarzyk/Młynarczyk(włościanin z Kent), Karol Noskowski (pleban z Wadowic) Stanisław Pawlikowski (rolnik z Nowego Targu), Meliton Pienczykowski, Bartłomiej Pietrowski/Piotrowski (włościanin z Winnik), Walerian Podlewski (właściciel dóbr z Kossowy), Michał Popiel (mieszczanin ze Starosoli), Adam Józef Potocki, Jakub Rab (włościanin z Rzeszowa), Antoni Sanocki, Józef Ścibała (rolnik z Bobowej), Władysław Sierakowski (właściciel dóbr z Sokołówki), Ignacy Skrzyński, Seweryn Smarzewski, Franciszek Jan Smolka, Franz Stadion, Jan Stasiowski,(włościanin z Brzostka) Jan Stawarski, Feliks Stobnicki, Jan Storc (włościanin z Pilzna), Bonawentura Szeleszczyński (dziedzic z Leżayska), Jan Józef Tarnowski, Franciszek Trzecieski, Stanisław Waguza, Kazimierz Walczyk (gospodarz z Dębicy), Franciszek Ksawery Wierzchleyski, Wojciech Wojtowicz (gospodarz z Dombrowy) Józef Zajączkowski, Zdzislaw Zamojski, Celestyn Zbyszewski, Jan Zeiser, Florian Ziemiałkowski

### Żydowscy posłowie z Galicji
Abraham Halpern, Isak Mannheimer, Dow Ber Meisels
| nr   | okręg               | obwód         | imię i nazwisko | zawód                 | przynależność klubowa |
| ---- | ------------------- | ------------- | --- | --------------------- | --------------------- |
| 1.   | Bochnia             | Bochnia       | brak danych | brak danych           |                       |
| 2.   | Wieliczka           |               | Nikodem Bętkowski | lekarz                | „Stowarzyszenie”      |
| 3.   | Gdów                |               | Mikołaj Kański | administrator majątku | „Stowarzyszenie”      |
| 4.   | Brzesko             |               | Maksymilian Machalski | adwokat               | „Stowarzyszenie”      |
| 5.   | Brzeżany            | Brzeżany      | Józef Zajączkowski | komornik              | „Stowarzyszenie”      |
| 6.   | Narajów             |               | Edward Duniewicz | ziemianin             | „Stowarzyszenie”      |
| 7.   | Podhajce            |               | Jan Martini | wójt                  |                       |
| 8.   | Bóbrka              |               | Ludwik Dolański | adwokat               | „Stowarzyszenie”      |
| 9.   | Rohatyn             |               | Seweryn Smarzewski | ziemianin             | „Stowarzyszenie”      |
| 10.  | Wyżnica             | Bukowina      | Łukian Kobyłycia | chłop                 |                       |
| 11.  | Radowice            |               | Michał Bodnar | chłop                 |                       |
| 12.  | Zaleszczyki         | Czortków      | Stepan Hoj – Ukrainiec | chłop                 |                       |
| 13.  | Kopyczyńce          |               | Tytus Dzieduszycki | ziemianin             |                       |
| 14.  | Kossów              |               | Walerian Podlewski | ziemianin             | „Stowarzyszenie”      |
| 15.  | Krzywcze            |               | Meliton Pieńczykowski | ziemianin             | „Stowarzyszenie”      |
| 16.  | Jasło               | Jasło         | Franciszek Trzecieski | ziemianin             | „Stowarzyszenie”      |
| 17.  | Brzostek            |               | Jan Stasiowski | chłop                 |                       |
| 18.  | Gorlice             |               | Jan Durbasiewicz, wybór unieważniono, wybrany powtórnie                                                                   | mieszczanin           | „Stowarzyszenie”      |
| 19.  | Żmigród             |               | Czesław Kobuzowski | ziemianin             | „Stowarzyszenie”      |
| 20.  | Strzyżów            |               | Ignacy Skrzyński | ziemianin             | „Stowarzyszenie”      |
| 21.  | Krosno              |               | Julian Leszczyński | rz.-kat. ksiądz       | „Stowarzyszenie”      |
| 22.  | Horodenka           | Kołomyja      | Iwan Kruchowski – Ukrainiec                                                                                               | chłop                 |                       |
| 23.  | Jabłonów            |               | Kyryło Błonśkyj – Ukrainiec                                                                                               | gr.-kat. ksiądz       |                       |
| 24.  | Kołomyja            |               | Stepan Łesiuk – Ukrainiec                                                                                                 | chłop                 |                       |
| 25.  | Kuty                |               | Iwan Ryszko – Ukrainiec                                                                                                   | chłop                 |                       |
| 26.  | Śniatyn             |               | Hryćko Niczyporuk – Ukrainiec                                                                                             | chłop                 |                       |
| 27.  | Kraków 1            | Kraków        | Karol Lange | mieszczanin           | „Stowarzyszenie”      |
| 28.  | Kraków 2            |               | Józef Jakubowski, zrezygnował 30 listopada 1848, nowo wybrany od 21 grudnia Ber Meisels                                   | rabin                 |                       |
| 29.  | Kraków 3            |               | Józef Krzyżanowski, zrezygnował w listopadzie 1848, nowo wybrany od 17 listopada 1848 Antoni Zygmunt Helcel               | prawnik               | „Stowarzyszenie”      |
| 30.  | Kraków 4            |               | Adam Józef Potocki, złożył mandat 16 listopada 1848, nowo wybrany od 21 grudnia 1848 Antoni Sanocki                       | lekarz                |                       |
| 31.  | Lwów 1              | Lwów – miasto | Florian Ziemiałkowski | adwokat               | „Stowarzyszenie”      |
| 32.  | Lwów 2              |               | Marian Dylewski | adwokat               | „Stowarzyszenie”      |
| 33.  | Lwów 3              |               | Aleksander Dunin-Borkowski                                                                                                | ziemianin             | „Stowarzyszenie”      |
| 34.  | Winniki             | Lwów          | Bartłomiej Piotrowski, złożył mandat, nowo wybrany od 22 listopada 1848 Iwan Stawiarski – Ukrainiec                       | chłop                 |                       |
| 35.  | Gródek Jagielloński |               | Józef Sawka – Ukrainiec, wybór unieważniony, w jego miejsce Jerzy Meyer                                                   | mieszczanin           |                       |
| 36.  | Rzeszów             | Rzeszów       | Jakub Rąb | chłop                 |                       |
| 37.  | Leżajsk             |               | Bonawentura Szeleszczyński                                                                                                | ziemianin             | „Stowarzyszenie”      |
| 38.  | Łańcut              |               | Jerzy Henryk Lubomirski, złożył mandat 30 listopada 1848, w jego miejsce w grudniu 1948 wybrano Alfreda Józefa Potockiego | ziemianin             | „Stowarzyszenie”      |
| 39.  | Głogów              |               | Mikołaj Drauss | chłop                 |                       |
| 40.  | Rozwadów            |               | Jan Tarnowski | ziemianin             | „Stowarzyszenie”      |
| 41.  | Majdan Królewski    |               | Jan Zeiser | chłop – kolonista     |                       |
| 42.  | Nowy Sącz           | Nowy Sącz     | Bartłomiej Gabryś | chłop                 |                       |
| 43.  | Stary Sącz          |               | Michał Buszek | mieszczanin           | „Stowarzyszenie”      |
| 44.  | Bobowa              |               | Józef Ścibała | chłop                 |                       |
| 45.  | Nowy Targ           |               | Stanisław Pawlikowski | chłop                 |                       |
| 46.  | Tymbark             |               | Feliks Stobnicki | ziemianin             | „Stowarzyszenie”      |
| 47.  | Przemyśl            | Przemyśl      | Franciszek Wierzchejski zrezygnował w jego miejsce Grzegorz Jachimowicz – Ukrainiec                                       | gr.-kat. ksiądz       |                       |
| 48.  | Jarosław            |               | Jan Krauze | nauczyciel            | „Stowarzyszenie”      |
| 49.  | Laszki              |               | Zdzisław Zamoyski, złożył mandat 19 listopada 1848                                                                        | ziemianin             |                       |
| 50.  | Sądowa Wisznia      |               | Jan Jaruntowski | ziemianin             |                       |
| 51.  | Jaworów             |               | Kyryło Winkowski – Ukrainiec                                                                                              | –                     | „Stowarzyszenie”      |
| 52.  | Sanok               | Sanok         | Aleksander Dobrzański – Ukrainiec                                                                                         | gr.-kat. ksiądz       |                       |
| 53.  | Lesko               |               | Bogusław Longchamps | lekarz                | „Stowarzyszenie”      |
| 54.  | Rymanów             |               | Adam Bielecki | rz.-kat. ksiądz       | „Stowarzyszenie”      |
| 55.  | Dobromil            |               | Edmund Kraiński | ziemianin             | „Stowarzyszenie”      |
| 56.  | Dynów               |               | Jan Martin | prawnik               | „Stowarzyszenie”      |
| 57.  | Lutowiska           |               | Celestyn Zbyszewski | major inżynierii      |                       |
| 58.  | Sambor              | Sambor        | Stanisław Koszowski | ziemianin             | „Stowarzyszenie”      |
| 59.  | Drohobycz 1         |               | Franciszek Macieszkiewicz                                                                                                 | urzędnik              |                       |
| 60.  | Drohobycz 2         |               | Jan Micewski | prawnik               | „Stowarzyszenie”      |
| 61.  | Stara Sól           |               | Michał Popiel | ziemianin             | „Stowarzyszenie”      |
| 62.  | Komarno             |               | Henryk Janko | ziemianin             | „Stowarzyszenie”      |
| 63.  | Turka               |               | Iwan Łomnicki – Ukrainiec                                                                                                 | gr.-kat. ksiądz       |                       |
| 64.  | Stryj               | Stryj         | Aleksander Stanisław Dzieduszycki                                                                                         | ziemianin             | „Stowarzyszenie”      |
| 65.  | Wojniłów            |               | Michał Gnidkowski – Ukrainiec                                                                                             | gr.-kat. ksiądz       |                       |
| 66.  | Żydaczów            |               | Andrij Dziwakowski – Ukrainiec                                                                                            | chłop                 |                       |
|      | Rożniatów           |               | Konstanty Posacki – Ukrainiec                                                                                             | gr.-kat. ksiądz       |                       |
| 67.  | Skole               |               | Hryń Andrusiak – Ukrainiec                                                                                                | chłop                 |                       |
| 68.  | Stanisławów         | Stanisławów   | Abraham Halpern | kupiec                |                       |
| 69.  | Tyśmienica          |               | Hryń Petryszyn – Ukrainiec                                                                                                | chłop                 |                       |
| 70.  | Monasterzyska       |               | Hryhorij Szaszkewycz – Ukrainiec                                                                                          | gr.-kat. ksiądz       |                       |
|      | Sołotwina           |               | Iwan Kapuszczak – Ukrainiec                                                                                               | chłop                 |                       |
| 71.  | Delatyn             |               | Józef Hryhoruk – Ukrainiec                                                                                                | chłop                 |                       |
| 72.  | Mariampol           |               | Eustachy Prokopczyc – Ukrainiec                                                                                           | nauczyciel            |                       |
| 73.  | Tarnów 1            | Tarnów        | Józef Wagner, wybór unieważniony na jego miejsce wybrany Tomasz Boguś                                                     | chłop                 |                       |
| 74.  | Tarnów 2            |               | Stanisław Waguza, wybrany 19 grudnia 1848, wybór został unieważniony                                                      |                       |                       |
| 75.  | Dębica              |               | Kazimierz Walczyk | chłop                 |                       |
| 76.  | Mielec              |               | Sebastian Czepiel (Cepiel)                                                                                                | chłop                 |                       |
| 77.  | Dąbrowa Tarnowska   |               | Wojciech Wojtowicz | chłop                 |                       |
| 78.  | Pilzno              |               | Jan Sztorc (Storc) | chłop                 |                       |
| 79.  | Tarnopol 1          | Tarnopol      | Jan Fedorowicz | prawnik               | „Stowarzyszenie”      |
| 80.  | Tarnopol 2          |               | Maurycy Karmin (lekarz), w jego miejsce wszedł Włodzimierz Mandel                                                         | poczmistrz            |                       |
| 81.  | Trembowla           |               | Maciej Lejczak | chłop                 |                       |
| 82.  | Mikulińce           |               | Wasyl Harmatij – Ukrainiec                                                                                                | chłop                 |                       |
| 83.  | Skałat              |               | Teodor Furek | chłop                 |                       |
| 84.  | Zbaraż              |               | Mateusz Mazurkiewicz | chłop                 |                       |
| 85.  | Skawina             | Wadowice      | Józef Konopka, po unieważnieniu wyboru został powtórnie wybrany                                                           | ziemianin             | „Stowarzyszenie”      |
| 86.  | Myślenice           |               | Szymon Kossakiewicz | ksiądz rz.-kat.       |                       |
| 87.  | Wadowice            |               | Karol Noszkowski | ksiądz rz.-kat.       |                       |
| 88.  | Jordanów            |               | Jan Makuch | ksiądz rz.-kat.       |                       |
| 89.  | Kęty                |               | Józef Młynarczyk | chłop                 |                       |
| 90,  | Żywiec              |               | Wojciech Hyciek | lekarz                | „Stowarzyszenie”      |
| 91.  | Biała               |               | Antoni Wacholz – wybory unieważniono                                                                                      | nauczyciel            |                       |
| 92.  | Olejów              | Złoczów       | Karol Hubicki | ziemianin             | „Stowarzyszenie”      |
| 93.  | Sokołówka           |               | Władysław Sierakowski | ziemianin             | „Stowarzyszenie”      |
| 94.  | Gliniany            |               | Seweryn Bieliński | ziemianin             | „Stowarzyszenie”      |
| 95.  | Złoczów             |               | Grzegorz Lewicki – Ukrainiec                                                                                              | ksiądz gr.-kat.       |                       |
| 96.  | Brody               |               | Isak Mannheimer | rabin                 |                       |
| 97.  | Radziechów          |               | Mychajło Hankewycz – Ukrainiec                                                                                            | ksiądz gr.-kat.       |                       |
| 98.  | Żółkiew             | Żółkiew       | Pańko Kozar – Ukrainiec                                                                                                   | chłop                 |                       |
| 99.  | Rawa                |               | Franz Stadion – Niemiec                                                                                                   | urzędnik              |                       |
| 100. | Sokal               |               | wybrany w tym okręgu F. Stadion wybrał mandat w okręgu Rawa, w ponownych wyborach Josyf Dyneć – Ukrainiec                 | chłop                 |                       |
| 101. | Lubaczów            |               | Franciszek Smolka | adwokat               | „Stowarzyszenie”      |

## Posłowie z Bukowiny
Mychajło Bodnar, Myron Czuperkowicz, Iwan Dołynczuk, Wasyl Kirsti/Carste, Łukian Kobyłycia, Anton Kral, Wasyl Morgotz/Morgocz/Morgoci, Hryc Times/Timis/Tymisz,

## Posłowie ze Śląska Cieszyńskiego
4 mandaty: Karl Samuel Schneider (okręg bielski), Karl Chodurek /Hodurek(okręg cieszyński – mieszczanin i posiadacz domu z Cieszyna), Józef Motyka/Molyka (okręg frydecki-pensjonowany kapitan, auditor z Friedek), Wincenty Stieber (okręg polskoostrawski – wójt dziedziczny z Ostrawy).